# Hans von Trotha
Le chevalier Hans von Trotha (né vers 1450; mort le 26 octobre 1503 au château de Berwartstein), et appelé dans le langage populaire « Hans Trott » (ou Hans Trapp qui est l'équivalent du Père Fouettard), est maréchal des princes électeurs de Palatinat.

## Famille
Hans von Trotha naquit vers le milieu du XVe siècle très probablement à Krosigk (aujourd'hui en Saxe-Anhalt). On ne connaît pas sa date de naissance exacte ; cependant, il était le frère cadet de l'évêque de Mersebourg, Tilo von Trotha, né en 1443.

## Biographie

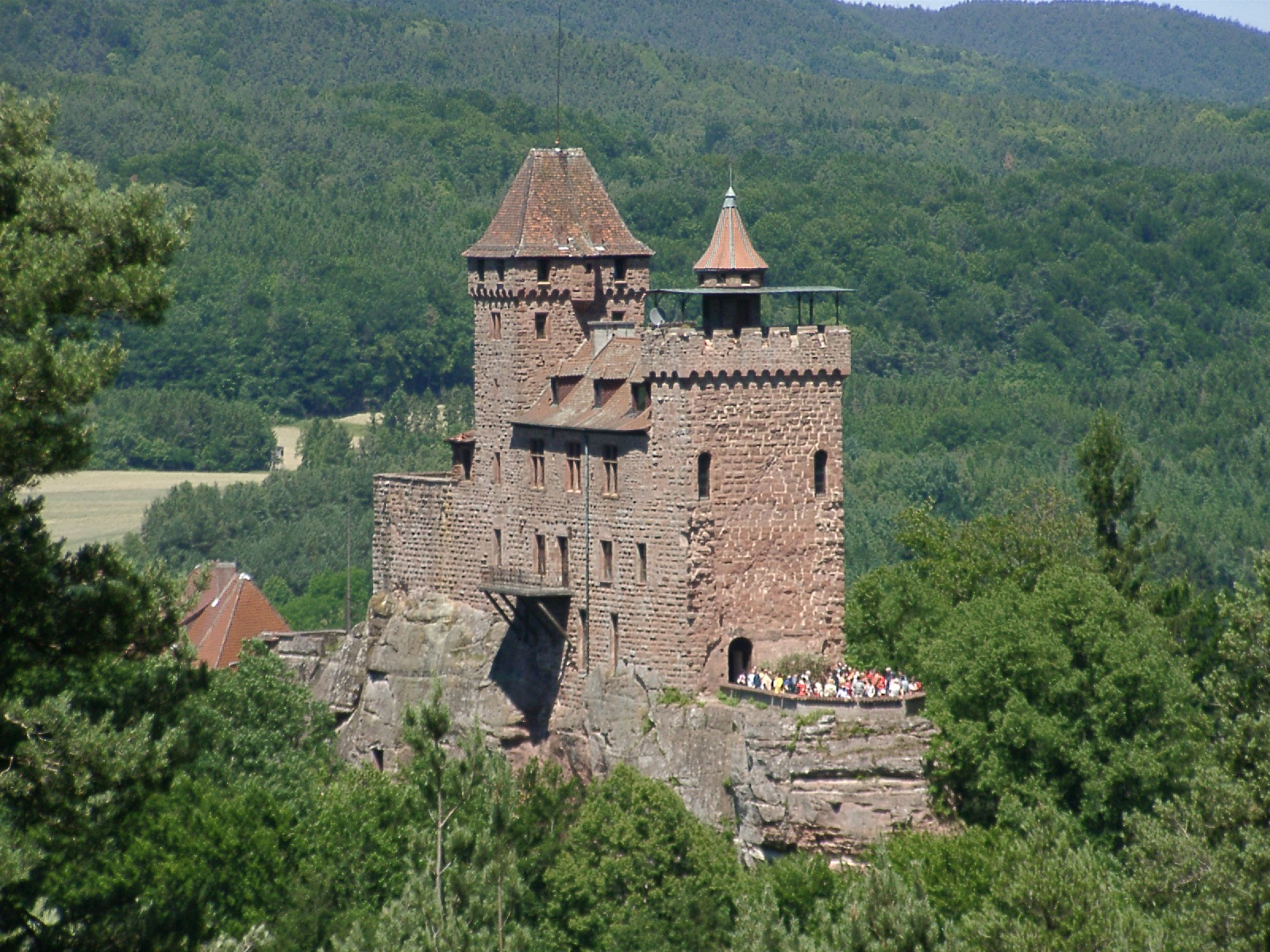
Le château de Berwartstein.

### Château de Berwartstein
Encore jeune, Trotha entra au service des princes électeurs et des comtes du Palatinat rhénan à Heidelberg et s'acquit de grands mérites. En 1480 le prince électeur Philippe le Juste le récompensa en lui donnant dans le Wasgau, au Sud du Palatinat, le château de Berwartstein « avec toutes ses dépendances » comme fief héréditaire. En quatre ans, le chevalier sut aménager Berwartstein en forteresse imprenable avec les moyens du temps.

### L'abbaye de Wissembourg

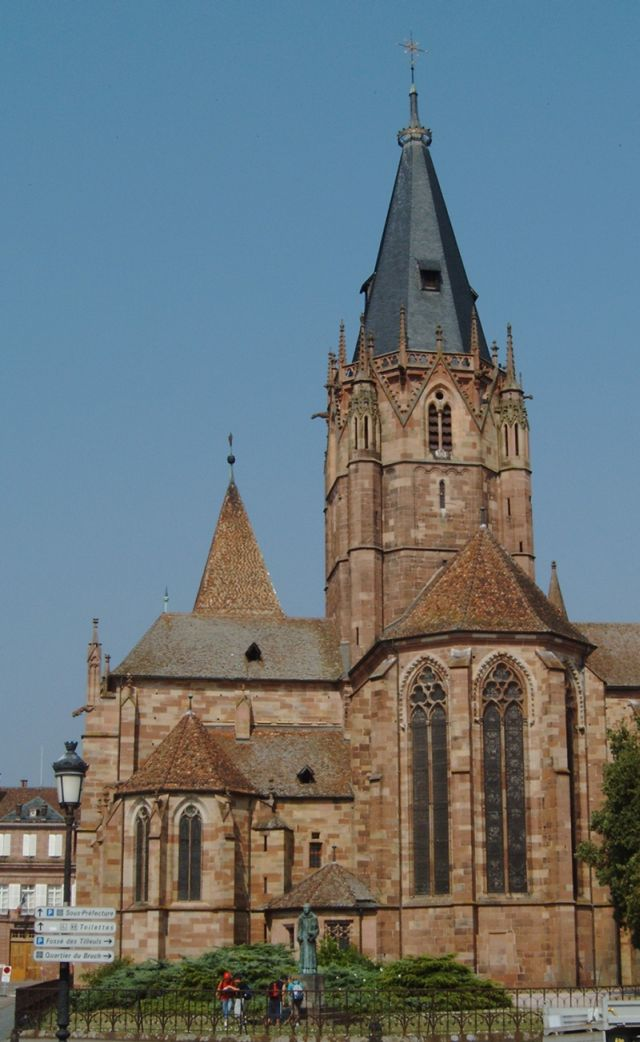
L'ancienne abbaye bénédictine de Wissembourg.

Trotha s'est fait connaître par sa longue querelle avec l'abbé de l'abbaye de Wissembourg. C'est que Berwartstein possède quelque chose de plus, les fameuses « dépendances », étaient initialement propriété de l'abbaye et, selon l'abbé, les princes électeurs n'avaient pas acquis légalement leur propriété en 1453. Quand en 1485 Trotha exigea encore les « dépendances » en plus du château, l'abbé commença par demander sa protection au prince électeur. Celui-ci, après avoir d'abord tergiversé, éleva Trotha au rang de maréchal et lui vendit l'ensemble de la propriété en litige.
Les différends avec l'abbaye étant arrivés au point de rupture, Trotha fit retenir les eaux de la Wieslauter voisine, privant ainsi d'eau la petite ville de Wissembourg située plus bas. Il fit construire un barrage près de la localité de Bobenthal à 5 km au sud de Berwartstein. Le cours d'eau passa ainsi à 8 km en amont de Wissembourg à travers un goulet d'étranglement formé par le Bobenthaler Knopf (534 m, à gauche de la Wieslauter du côté palatin) et le Dürrenberg (520 m, à droite, sur le côté alsacien). Un petit lac artificiel en naquit, inondant les parties de la vallée situées devant Bobenthal. L'abbé s'étant plaint, Trotha, comme il l'avait prévu, fit démolir le barrage en provoquant une inondation violente à Wissembourg, avec des dommages économiques considérables.

### Ban de l'Empire et excommunication
Maintenant, Trotha était en guerre ouverte avec l'abbé. En 1491 comme ses appels à l'empereur ne lui servaient de rien, l'abbé s'adressa au pape Innocent VIII. Après huit ans, Trotha fut convoqué par Alexandre VI, devant le tribunal du pape pour être interrogé sur sa fidélité envers l'Église. Mais il refusa d'aller à Rome, et se contenta d'écrire au pape une lettre où d'une part il proclamait sa foi chrétienne, et d'autre part il accusait en termes voilés le pape Borgia d'immoralité. Trotha fut excommunié. Pour ne pas subir le même sort le prince électeur, qui l'avait jusqu'alors protégé, dut se détacher de lui. En 1496 déjà l'empereur Maximilien 1er avait été forcé de mettre le chevalier au ban de l'Empire.

### Mort
Trotha se moquait des sanctions et en 1503, deux ans après sa mort naturelle, celles-ci furent d'ailleurs levées à titre posthume. Le chevalier fut inhumé dans la chapelle Sainte-Anne qui dépendait de Niederschlettenbach, qui se trouve peu en amont du confluent de l'Erlenbach et de la Wieslauter.

## Aujourd'hui
Les événements de cette querelle avec le cloître sont figurés dans la salle des chevaliers au château de Berwartstein. Aujourd'hui, la salle des chevaliers sert de restaurant, cependant on peut y accéder librement.
Hans von Trotha, qui devait mesurer environ 2 m, ce qui est encore impressionnant aujourd'hui, a survécu dans le folklore de la région avec son nom estropié en Hans Trapp. Sous cette appellation il n'est pas resté seulement comme un simple chevalier pillard, mais c'est aussi un croquemitaine qui erre sans repos la nuit et hante les forêts de la Vasgovie. Dans le Nord de l'Alsace, c'est le "Hans Trapp" qui vient corriger les enfants turbulents, et accompagne le Saint Nicolas ou le "Christkindel" dans la période de Noël.

## Source
- (de) Cet article est partiellement ou en totalité issu de l’article de Wikipédia en allemand intitulé « Hans von Trotha » (voir la liste des auteurs).